# Royale Association football franchimontois
Maillots
Dernière mise à jour : 3 août 2017.
La Royale Association football franchimontois est un club de football belge basé dans la localité de Theux, en province de Liège. Fondé en 1901, il est l'un des plus anciens clubs de Belgique encore en activité. Il porte le matricule 14 et évolue avec des maillots vert et bleu. Lors de la saison 2017-2018, il évolue en deuxième provinciale. Au cours de son Histoire, il dispute 10 saisons dans les divisions nationales, dont 3 au deuxième niveau.

## Histoire
À la fin du XIXe siècle, la région de Liège est, avec celles d'Anvers et de Bruxelles, une des trois principales régions de Belgique où le football s'implante et se développe. En 1901, le Sporting Club de Theux est fondé. Le club dispute des rencontres amicales locales puis participe aux premières compétitions régionales. Il gagne le droit de disputer la « Division 2 » lors de la saison 1904-1905, à l'époque une compétition opposant les réserves des équipes de « Division d'Honneur » à quelques clubs désireux de rejoindre le championnat national. Quatre ans plus tard, il participe à nouveau à cette compétition, et parvient à se qualifier pour le tour final, qui porte le nom de « Division 1 ». Il termine septième sur les neuf équipes engagées, ce qui lui permet d'être choisi pour faire partie des clubs fondateurs de la Promotion, le nouveau second niveau national, en 1909.
Pour la première saison de l'Histoire de cette division, le SC Theux termine avant-dernier, ce qui ne porte pas à conséquence car il n'y a aucun relégué. L'année suivante, le club finit dernier, et est cette fois relégué vers les championnats régionaux. Il remonte en Promotion pour y disputer la saison 1924-1925, mais il ne parvient pas à s'y maintenir. Reconnu « Société royale » au début de l'année 1926, le club prend le nom de Royal Sporting Club de Theux. En décembre, il reçoit le matricule 14 lors de l'instauration du registre matriculaire.
Le club remonte en Promotion en 1934, devenue depuis 1926 le troisième niveau national. Il y reste trois saisons, avant d'en être relégué en 1937 à la suite d'une avant-dernière place. Le club doit ensuite patienter plus d'un demi-siècle avant de retrouver les séries nationales.
Le RSC Theux parvient à remonter en Promotion, maintenant quatrième niveau national, en 1990. En 1992, il termine deuxième de sa série, derrière l'A.C.H.E.. Deux ans plus tard, il est battu lors des barrages pour le maintien et doit redescendre en première provinciale après un séjour ininterrompu de quatre saisons en nationales, le plus long du club.
En 1998, le RSC Theux fusionne avec le Royal Cercle sportif juslenvillois, porteur du matricule 3853. Le club issu de cette fusion conserve le matricule 14 de Theux et prend le nom de Royale Alliance football franchimontois, en référence à l'ancien marquisat de Franchimont qui couvrait la région et dont Theux était le chef-lieu. 
Le club évolue durant plusieurs années entre la troisième et la quatrième provinciale, puis parvient à remonter en deuxième provinciale pour la saison 2010-2011. Il évolue depuis à ce niveau.

## Résultats dans les divisions nationales
Statistiques mises à jour au 13 juin 2013

### Bilan
| Niv | Divisions     | Jouées | Titres | TM Up | TM Down |
| --- | ------------- | ------ | ------ | ----- | ------- |
| I   | 1re nationale | 0      | 0      |       |         |
| II  | 2e nationale  | 3      | 0      |       |         |
| III | 3e nationale  | 3      | 0      |       |         |
| IV  | 4e nationale  | 4      | 0      |       | 1       |
| V   | 5e nationale  | 0      | 0      |       |         |
|     |               |        |        |       |         |
|     | TOTAUX        | 10     | 0      | 0     | 1       |

- TM Up : test-match pour départager des égalités, ou toutes formes de Barrages ou de Tour final pour une montée éventuelle.
- TM Down : test-match pour départager des égalités, ou toutes formes de Barrages ou de Tour final pour le maintien.

### Classement saison par saison
| Ordre                               | Saison  | Nom du club | Niveau         | Classement final | Remarques                |
| ----------------------------------- | ------- | ----------- | -------------- | ---------------- | ------------------------ |
| 1                                   | 1909-10 | SC Theux    | Promotion (D2) | 10e/11           |                          |
| 2                                   | 1910-11 | SC Theux    | Promotion (D2) | 11e/11           | Relégué                  |
| séries régionales                   |         |             |                |                  |                          |
| 3                                   | 1924-25 | SC Theux    | Promotion (D2) | 11e/14           | Relégué                  |
| séries régionales                   |         |             |                |                  |                          |
| 4                                   | 1934-35 | R. SC Theux | Promotion (D3) | 11e/14           |                          |
| 5                                   | 1935-36 | R. SC Theux | Promotion (D3) | 8e/14            |                          |
| 6                                   | 1936-37 | R. SC Theux | Promotion (D3) | 13e/14           | Relégué                  |
| séries régionales puis provinciales |         |             |                |                  |                          |
| 7                                   | 1990-91 | R. SC Theux | Promotion      | 7e/16            |                          |
| 8                                   | 1991-92 | R. SC Theux | Promotion      | 2e/16            | [ saisons 1 ]            |
| 9                                   | 1992-93 | R. SC Theux | Promotion      | 10e/16           |                          |
| 10                                  | 1993-94 | R. SC Theux | Promotion      | 14e/16           | Relégué après barrages ! |
| séries provinciales                 |         |             |                |                  |                          |